# Paraumbogrella
Paraumbogrella is een geslacht van hooiwagens uit de familie Sclerosomatidae.
De wetenschappelijke naam Paraumbogrella is voor het eerst geldig gepubliceerd door Suzuki in 1963. 

## Soorten
Paraumbogrella is monotypisch en omvat slechts de volgende soort:
- Paraumbogrella pumilio